# Potrero (Guanajuato)
Potrero es una localidad del estado mexicano de Guanajuato. Es parte del municipio de Comonfort.

## Demografía
| Gráfica de evolución demográfica |
|                                  |

| Censo | Población |
| ----- | --------- |
| 1910  | 324       |
| 1921  | 231       |
| 1930  | 233       |
| 1940  | 325       |
| 1950  | 452       |
| 1960  | 470       |
| 1970  | 566       |
| 1980  | 545       |
| 1990  | 1 052     |
| 2000  | 1 121     |
| 2010  | 1 158     |
| 2020  | 1 237     |